# Lauren Weisberger
Lauren Weisberger (Scranton, 28 marzo 1977) è una scrittrice e giornalista statunitense, divenuta celebre per il best seller Il diavolo veste Prada (The Devil Wears Prada), del 2003, di cui è stata realizzata una trasposizione cinematografica con Meryl Streep, Emily Blunt, Anne Hathaway e Stanley Tucci.

## Biografia
È nata a Scranton in Pennsylvania da una famiglia di religione ebraica. Ha abitato a Clarks Summit fino all'età di 11 anni, quando i suoi genitori hanno divorziato e lei e la sua sorella minore Dana si sono trasferite, con la madre, ad Allentown. Ha conseguito il diploma presso la Parkland High School nel 1995. Si è laureata in Letteratura Inglese all'Università Cornell nel 1999. Dopo essersi laureata ha viaggiato backpacking in Europa, Israele, Egitto, Giordania, Tailandia, India, Nepal e Hong Kong. Tornata a casa si è trasferita a Manhattan (New York), dove sono ambientate le sue opere. E proprio come la protagonista del suo bestseller, ha lavorato come assistente della direttrice di Vogue America, Anna Wintour, la cui figura nel romanzo è adombrata nel personaggio di Miranda Priestly.
Nel 2005 ha pubblicato il romanzo Al diavolo piace dolce (Everyone Worth Knowing). Il suo terzo romanzo, Un anello da Tiffany (Chasing Harry Winston) è stato pubblicato il 27 maggio 2008 negli Stati Uniti. Il 15 novembre 2011 è uscito in Italia il suo quarto romanzo, Il diavolo vola a Hollywood. Nel novembre 2013, 10 anni dopo il successo de Il diavolo veste Prada, ne pubblica il tanto atteso sequel, La vendetta veste Prada.

## Opere
- Il diavolo veste Prada (The Devil Wears Prada, 2003).
- Al diavolo piace dolce (Everyone Worth Knowing, 2005).
- Un anello da Tiffany (Chasing Harry Winston, 2008).
- Il diavolo vola a Hollywood (Last Night at Chateau Marmont, 2010).
- La vendetta veste Prada (Revenge Wears Prada, 2013).
- Il diavolo vince a Wimbledon (The Singles Game, 2016).
- When Life Gives You Lululemons, 2018.